# 犹太局
犹太局（羅馬化：Yevsektsiya）是1918年—1929年苏联共产党分管犹太人事务的分支机构。1918年秋，经苏俄领导人列宁同意成立，负责向苏联犹太人传播马克思列宁主义意识形态。机关报为意第绪语刊物《真理报》。领导人为谢苗·迪曼施泰因。1929年，犹太局被裁撤。多数干部在大清洗期间被处决。